# 11146 Kirigamine
11146 Kirigamine eller 1997 WD3 är en asteroid i huvudbältet som upptäcktes den 23 november 1997 av den japanska astronomen Takao Kobayashi vid Ōizumi-observatoriet. Den är uppkallad efter det japanska berget Kirigamine.
Asteroiden har en diameter på ungefär 7 kilometer och den tillhör asteroidgruppen Koronis.